# 潘廷評
潘廷評（越南语：／，1831年—1888年），字訒齋（越南语：／），號月亭（越南语：／），越南阮朝大臣，育德帝慈明惠皇后潘氏調之父。

## 生平
潘廷評是承天府廣田縣富良社（今屬承天順化省廣田縣廣安社富良村）人，明命十二年（1831年）出生。嗣德三年（1850年），參加鄉試，考中舉人。嗣德九年（1856年），會試中格第一名，參加庭試，考中第三甲進士。初授翰林院編修，後授先興知府。嗣德十五年（1862年），奉命回京，興安省臣請求皇帝允許潘廷評留任幾年。後任兵部郎中，不久升任光祿寺少卿辦理禮部事務，又以侍郎銜參與內閣事務，處理法國佔領南圻東三省（嘉定、邊和、定祥）的和談事宜。嗣德二十三年（1870年），前往北圻查辦積案，兼任訪察使。回京之後升兵部右參知，權掌戶政。當時法國人余普義要求在北圻新開商約，一時人情洶洶。潘廷評前往河內協同大使阮知方商擬解決辦法。法國官員安業要求訂立新約，被拒絕後攻擊省城，阮知方被擄至嘉定。潘廷評因此被罷黜，但不久起用辦理海陽商政。後來改任北寧布政使。
嗣德三十六年（1883年），署定安總督。咸宜元年（1885年）六月，咸宜帝棄城出逃抗法，奉三宮懿旨升署為尚書充機密院大臣。七月，與阮有度進京奏立堅江郡公阮福膺豉為帝。同慶帝繼位後，加升佐國勳臣署文明殿大學士，晉封扶義子（越南语：／）。後與阮有度起衝突，阮有度密告同慶帝潘廷評曾想在北圻另立皇孫之事。同慶帝勃然大怒，將潘廷評下獄，後死于縻所。剝奪生前全部官職爵祿。成泰初年，成泰帝追復銜爵如故。成泰四年（1892年），追贈太保，加封扶國公（越南语：／），諡號溫雅。

## 家庭
- 妻妾：
  - 妻阮氏桃，晉封扶國一品夫人，慈明惠皇后之母。
- 子女
  - 長子潘廷詥，成泰九年丁酉科秀才，蔭授翰林院侍讀學士扶義男
  - 次子潘廷詞，國子監監生
  - 三子潘廷䛷，工部郎中
  - 長女潘氏調，慈明惠皇后